# Lachesana
Lachesana es un género de arañas de la familia Zodariidae.

## Especies
- L. bayramgocmeni Özkütük, Yağmur, Gücel, Shafaie, Özden & Kunt, 2020
- L. blackwalli (O. Pickard-Cambridge, 1872)
- L. dyachkovi Fomichev & Marusik, 2019
- L. graeca Thaler & Knoflach, 2004
- L. insensibilis Jocqué, 1991
- L. kavirensis Zamani & Marusik, 2021
- L. naxos Wunderlich, 2022
- L. perseus Zamani & Marusik, 2021
- L. perversa (Audouin, 1826)
- L. rufiventris (Simon, 1873)
- L. tarabaevi Zonstein & Ovtchinnikov, 1999